# جنيفر بليك
جنيفر بليك هي مصارعة محترفة كندية، ولدت في 16 سبتمبر 1983 في نياجارا فولز في كندا.

## وصلات خارجية
- جنيفر بليك على موقع CageMatch worker (الإنجليزية)
- جنيفر بليك على موقع قاعدة بيانات المصارعة على الإنترنت (الإنجليزية)
- جنيفر بليك على موقع عالم المصارعة على الإنترنت (الإنجليزية)
- جنيفر بليك على موقع عالم المصارعة على الإنترنت (الإنجليزية)

- الموقع الرسمي
- جنيفر بليك على موقع IMDb (الإنجليزية)